# مقاطعة مور (تينيسي)
مقاطعة مور هي مقاطعة في تينيسي، بلغ عدد سكانها 6٬362  نسمة، في 2010، عاصمتها لينشبورغ، تبلغ مساحتها 338 كيلومتر مربع.

## الموقع
تشترك في الحدود مع:
- مقاطعة كوفي
- مقاطعة لينكولن (تينيسي)
- مقاطعة فرانكلين
- مقاطعة بيدفورد.

## التقسيمات الإدارية
- لينشبورغ.